# 브르타뉴인
브르타뉴인(브르타뉴어: Bretoned)은 브르타뉴에 거주하며 브르타뉴어를 사용하는 켈트계 집단으로, 앵글로색슨인의 브리타니아 정착 시기 동안 브리튼섬 남서부의 콘월, 데번 등의 지역에서 이주한 브리튼인들의 후손이다. 그들은 3세기에서 9세기(대부분 450에서 600년)에 걸쳐 아모리카로 이주했으며, 이후 아모리카는 이들의 이름을 딴 브르타뉴로 명명되었다.